# Lilla Raketjärnen
Lilla Raketjärnen är en sjö i Bengtsfors kommun i Dalsland och ingår i Göta älvs huvudavrinningsområde.